# Dorothea van Zyl
Dorothea van Zyl is een emeritus hoogleraar aan de Universiteit Stellenbosch te Zuid-Afrika en literair-criticus met publicaties over Afrikaanse en Nederlandse letterkundige werken en schrijvers. 

## Levensloop
Dorothea P. Labuschagne groeide op in de stad Graaff-Reinet in de provincie Oost-Kaap. Haar ouders waren als docent werkzaam in het onderwijs en gaven o.a. Afrikaans en Nederlands. Voor studie vertrok zij naar Stellenbosch en studeerde ook aan de Universiteit van Utrecht in Nederland. Ze huwde met Wium van Zyl, die ook doceert in Neerlandistiek. 

### Stellenbosch
Aan de Universiteit van Stellenbosch zet van Zyl haar loopbaan voort in het Departement Afrikaans en Nederlands. Geraakt door de problematiek veroorzaakt door laaggeletterdheid en de veel talen in het land ziet zij het belang van de rol van taal voor jonge mensen en het culturele belang van taal bij kunstuitingen. Daaruit groeien de belangrijke culturele projecten zoals Woordfees. ze heeft in haar functie diverse internationale contacten met verenigingen, onder andere in Vlaanderen en in Nederland.

### Literair criticus
De literaire kritieken ontwikkelen zich van de analyse van de retoriek in de letterkunde naar het ontmoeten of overtuigen van ‘de ander’ en de aandacht voor hun identiteit. Haar interesse gaat uit naar ‘de ander’, in diverse situaties, en de taal die daarbij gebruikt wordt. Die ‘ander’ leeft in een gemeenschap, of heeft een ‘identiteit’, thema’s die ook haar aandacht krijgen.
Van Zyl becommentarieert ook Nederlandse letterkundige werken zoals de bespreking in 1978 van Die Engelbewaarder van W.F. Hermans.
Het thema ‘de ander’ die vaak in een andere cultuur leeft krijgt aandacht in 2002 in het artikel ‘Base en Klase’, vertaald als ‘bosses and workers’, waarin ‘de ander’ aandacht krijgt in een lang vervlogen tijd van de 19e eeuw in Nederlandse en Afrikaanse letteren.
In 2009 bespreekt zij aspecten van grensoverschrijdend lezen door poëzie te bespreken van Anna Enquist en Antjie Krog, twee schrijvers uit geheel verschillende culturen.
De ontmoeting tussen twee volken, de Europeanen en de inheemse volken van de Kaap de Goede Hoop, die elk voor zich ‘die ander’ ontmoeten is haar bespreking van romans in 2002 tijdens de herdenking van het 400-jarig bestaan van de VOC: Pieternella van die Kaap van Dalene Matthee, en van Dan Sleigh de titel Eilande.
Het thema van de dissertatie 'retoriek' is terug te vinden in de bespreking van de literatuur. Het retorisch technische raamwerk is het kader waarin ze in 2002 de roman Hou den bek van Andre P. Brink bespreekt. De manier waarop Brink retorische technieken toepast om de lezer te overtuigen van het ontmoeten van ‘die ander’, dat zijn de onderdrukten, maakt dat de recensent hem retoricus par excellence noemt.
In Vaselientjie door Anouschka von Meck gaat het haar om de ‘ander’, de grenzen die mensen ervaren en overschrijden kunnen (2006).
Een ander thema in van Zyls werk is de ‘de identiteit’ en grenzen die elk individu moet oversteken om in de wereld van die ‘ander’ te treden. Haar commentaar op de volgende werken gaan over ‘de ander’, of de identiteit van de protagonist, bijvoorbeeld Koos Kombuis (2010) en bij E.K.M. Dido (2012).

## Woordfees en Woorde open Wêrelde
Het idee van een Woordfees is begonnen als een Nagfees in de periode 1990, waar letterkunde gelezen wordt door een klein gezelschap van liefhebbers van letteren. Deze traditie van poëzie voorlezen bestaat al langer in Vlaanderen en Nederland, waarvan vaak in Nederlandse dagbladen in de zeventiger jaren en daarna van de 20e eeuw al kort verslag werd gedaan.
Sedert het jaar 2000 is het Woordfees in Stellenbosch onder de directie van professor Dorothea van Zyl in zestien jaar uitgegroeid tot een groot taal-, letterkundig en muzikaal spektakel voor de gehele bevolking van Zuid-Afrika. Ook trekt het internationale aandacht met bezoekers van over de gehele wereld.
Het Woorde open Wêrelde is een project voor spelling en leesplezier dat bevorderd wordt door het Woordfees van de Universiteit van Stellenbosch sedert 2003. De reden van bestaan: “Die verbetering van leerders se swak lees- en spelvermoëns was die dryfveer agter dié Spelfees. Die klem val egter daarop om spel en lees vir leerders prettig te maak, soos die leuse van dié kompetisie verklap: Spel speel-speel en speel spel-spel.”

## Onderscheidingen
De ANV-Visser Neerlandia-prijs is uitgereikt op 8 maart 2014.